# Феліча Афресілоає
Феліча Афресілоає (16 січня 1954) — румунська академічна веслувальниця.
Бронзова призерка Олімпійських Ігор 1976 року в складі парної четвірки.
Срібна призерка Чемпіонату світу 1977 року в складі парної четвірки.